# Arisaema kuratae
Arisaema kuratae är en kallaväxtart som beskrevs av Shunsuke Serizawa.
Arisaema kuratae ingår i släktet Arisaema och familjen kallaväxter. Inga underarter finns listade i Catalogue of Life.